# 追风级护卫舰
追風是法國DCNS（今海軍集團）的一型外銷用作戰艦，包含巡防艦、護衛艦與巡邏艦，包含1000噸級的追風1000（Gowind 1000）、2500噸級的追風2500（Gowind 2500）與追風OPV（Offshore Patrol Vessel）。追風級主要的任務是在近海地區執行包括反潛、防空與海岸巡邏在內的各種任務，其作戰平台的核心是源自歐洲多用途巡防艦的Setis作戰系統。
作為推廣，DCNS在2010年時自費建造了一艘靈巧號，於2011年6月下水，無償提供給法國海軍進行為期三年的評估。埃及海軍則是追風家族實際的起始用戶，採購了四艘追風2500並保留額外的選購權，馬來西亞皇家海軍的SGPV,（Second Generation Patrol Vessel, SGPV，即馬哈拉惹里拉級巡防艦）計畫則選擇以追風為基礎加大排水量至3100噸等級而成的巡防艦版本。

## 概述
2004年歐洲海軍展中，DCN推出了使用模組化設計的Gowind系列，包含Gowind 200、170型與Gowind 120，Gowind系列使用發展自拉法葉級巡防艦與阿基坦級巡防艦的技術，但並未採用集裝箱模組設計。日後設計逐漸演變為OPV、Gowind 1000與Gowind 2500。

## 基礎設計

### 艦體
Gowind整體設計相當簡潔，上層建築採用側壁內傾和乾舷部外傾設計，消除露天的兩面角和三面角（與拉法葉級巡防艦類似），且盡量將各種電子設備天線等佈置於封閉式綜合桅杆，故Gowind的艦橋與上層建築相融合；在艦艏主甲板下設有艦炮甚至垂直發射系統，艦首甲板上並無明顯的錨鏈機械設備，同時還在前後甲板採用封閉式設計，放置無人潛航器或無人水面艇的艙室入口均遮以反射網。

## 版本

### 巡逻舰
- OPV 90
- OPV 75
- OPV 50

### 巡防舰

#### 追风1000
武器装备:
- 1座奧托梅萊拉76公厘艦炮
- 2座M 621機炮（英语：M621 cannon）
- Sylver垂直發射系統（裝填8發雲母飛彈）
- 4發飛魚反艦飛彈

#### 追风2500
武器装备:
- 1座奧托布雷達76公厘艦炮
- 2座M 621機炮（英语：M621 cannon）
- Sylver垂直發射系統（裝填8發雲母飛彈）
- 8發飛魚反艦飛彈
- 2具3聯裝B515魚雷管

#### 第二代巡逻舰
馬來西亞皇家海軍所使用的版本
武器装备:
- 1座波佛斯57公厘艦炮（英语：Bofors 57 mm L/70 naval artillery gun）
- 2座30毫米DS30M Mk 2小口徑機炮
- Sylver垂直發射系統或Mk 41垂直發射系統
- 8發海軍打擊導彈 SSM[4]
- 2具3聯裝B515魚雷管

## 服役歷史

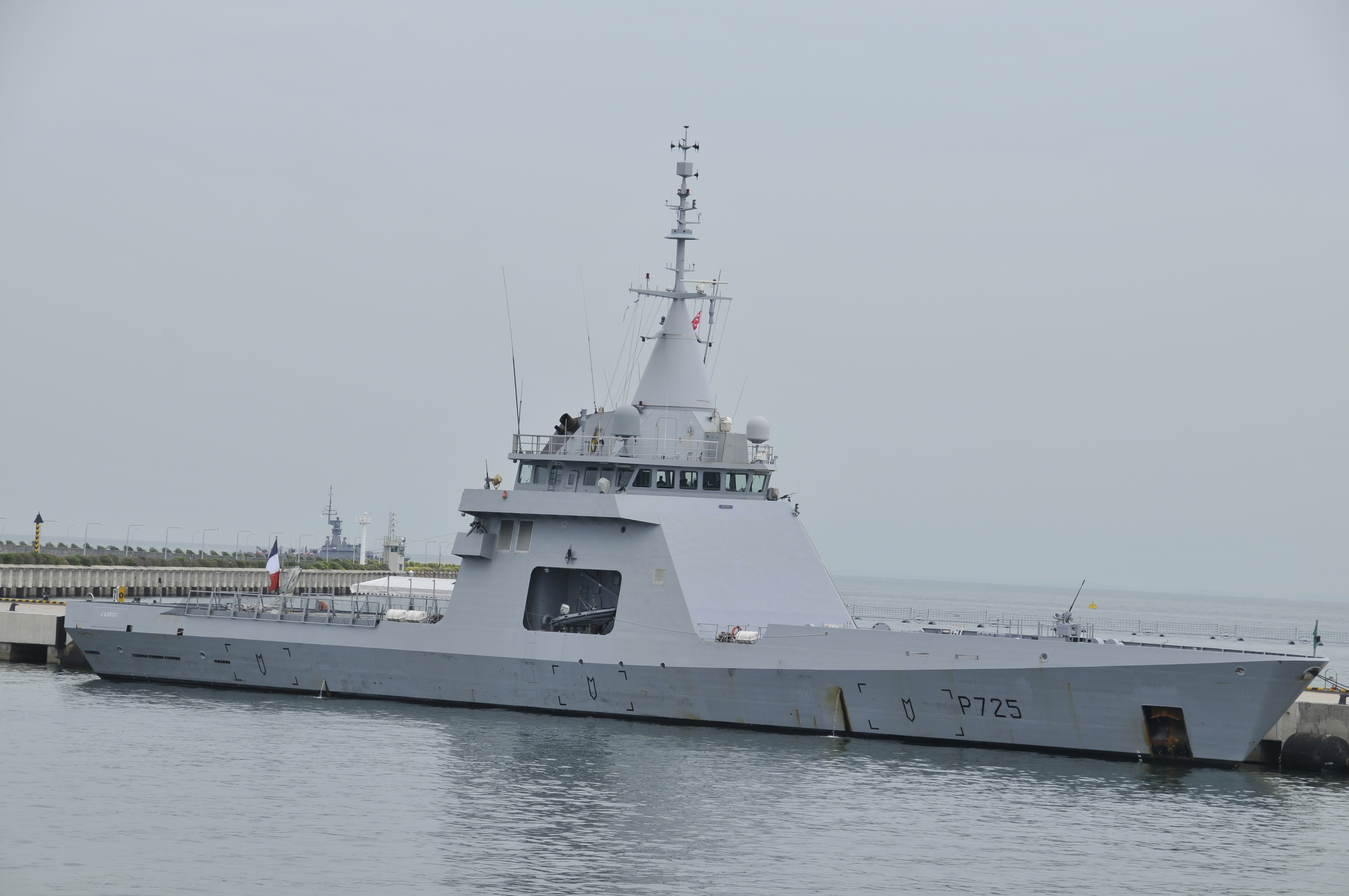
轉售阿根廷海軍的靈巧號巡邏艦

### 法國
2010年，DCNS在沒有實際合約的情況下，自費建造一艘Gowind OPV 90型巡邏艦，提供法國海軍以利於測試驗證並獲得外國訂單，首艘Gowind OPV 90設計與建造工作由DCNS與位於布列塔尼的Piriou造船廠合資建造的Kership進行，法國海軍命名為靈巧號，靈巧號長約87公尺，寬約13公尺，吃水約3.3公尺，標準排水量約1100噸，滿載排水量約1450噸，但靈巧號在所有權上並不屬於法國海軍，2014年法國海軍延長靈巧號的租約，2018年未在續約，靈巧號返回海軍集團。
2019年法國將靈巧號轉售阿根廷海軍，12月6日於土倫舉行移交儀式，12月23日航抵阿根廷。

### 埃及
2014年3月初，法國經濟論壇報指出埃及有意購買4艘巡防艦；7月埃及與海軍集團簽署4艘Gowind 2500的合約，首艘由海軍集團建造，後續3艘則由埃及亞歷山大造船廠建造，此外，這筆合約是2011年12月馬來西亞簽約訂購6艘後，Gowind系列第二次獲得外國訂單。
2015年9月30日，海軍集團（當時仍為DCNS，2017年6月28日，DCNS更名為海軍集團）在洛里昂海軍造船廠為埃及首艘Gowind 2500舉行安放龍骨儀式，2016年9月17日下水，2017年9月22日在洛里昂造船廠舉行交付儀式，隨後由埃及海軍人員操作前往埃及成軍，埃及海軍的Gowind 2500稱為埃法特級。

### 阿根廷
2016年初，阿根廷海軍便和法國接觸，希望訂購4艘Gowind來健全自身的海上力量，但因阿根廷經濟不佳以及英國對法國施壓，使得進展相當緩慢，到2018年，阿根廷正式購買1艘原法國海軍的靈巧號並另外訂購3艘同為OPV 90型的新艦。
靈巧號於2019年12月6日於土倫舉行移交儀式，阿根廷命名為ARA Bouchard，並在12月23日航抵阿根廷。

### 阿拉伯聯合大公國
2017年11月9日，法國總統馬克宏訪問阿拉伯聯合大公國時宣布，阿拉伯聯合大公國已經決定向法國海軍集團訂購2艘Gowind巡防艦，同時附帶2艘選擇權，建造工作則由海軍集團技術轉移給阿布達比造船公司（Abu Dhabi Ship Building Company，ADSB）建造；2019年6月中旬，海軍集團宣布，阿拉伯聯合大公國海軍已於2019年3月25日簽署一份2艘Gowind 2500巡防艦的合約，2艘Gowind由阿布達比造船廠建造。

## 使用國
- 法國
  - 法國海軍：1艘OPV型，靈巧號，2019年轉售阿根廷。

- 埃及
  - 埃及海軍：4艘，埃及海軍稱為埃法特級[1]。

- 马来西亚
  - 馬來西亞皇家海軍：6艘，稱為馬哈拉惹里拉級巡防艦。後取消1艘。

- 阿根廷
  - 阿根廷海軍：4艘OPV型，2019年向法國購買靈巧號，同時訂購3艘新艦。

- 羅馬尼亞[7]
  - 羅馬尼亞海軍（英语：Romanian Naval Forces）：2019年7月，海軍集團贏得了羅馬尼亞總值約12億歐元的4艘巡防艦的訂單，在羅馬尼亞康斯坦薩造船廠（英语：Constanța Shipyard）建造，後來取消[8]。

- 阿联酋
  - 阿拉伯聯合大公國海軍（英语：United Arab Emirates Navy）：订购2艘，包含追加2艘的选择权（如果追加的话），技術轉移由阿布達比造船公司建造。阿联酋海军的追风级以美式装备为主，包括16单元的Mk-56垂直发射系统（“海麻雀”ESSM型防空导弹），21联装的“拉姆”防空导弹等。

## 同型艦

### 法國
法國
| 類型   | 舷號 | 艦名                   | 安放龍骨     | 下水          | 服役          | 母港 | 備註                                                                                               |
| ------ | ---- | ---------------------- | ------------ | ------------- | ------------- | ---- | -------------------------------------------------------------------------------------------------- |
| OPV 90 | P725 | 靈巧號 （FS L'Adroit） | 2010年5月7日 | 2011年6月17日 | 2012年3月19日 | 土倫 | 2018年8月31日返回海軍集團，2019年12月6日於土倫舉行移交儀式，轉售阿根廷海軍並重新命名為"布沙德號"。 |

### 埃及
| 艦名                          | 舷號 | 安放龍骨      | 下水          | 服役          | 母港       |
| ----------------------------- | ---- | ------------- | ------------- | ------------- | ---------- |
| 埃尔·法塔赫号（ENS El-Fateh） | 971  | 2015年9月30日 | 2016年9月17日 | 2017年9月22日 | 亞歷山大港 |
| 塞德港号（ENS Port Said）     | 976  | 2016年4月16日 | 2018年9月6日  | 2021年1月     |            |
| 埃尔·莫伊兹号（ENS El-Moez）  | 981  | 2018年7月     | 2019年5月12日 |               |            |
| 伊斯梅利亚号 （ENS Ismailia） | 986  |               | 2020年5月14日 |               |            |

### 馬來西亞
| 建造廠                  | 艦名                           | 舷號 | 開工           | 下水          | 服役   | 母港 | 備註     |
| ----------------------- | ------------------------------ | ---- | -------------- | ------------- | ------ | ---- | -------- |
| Boustead造船            | 馬哈拉惹里拉號 Maharaja Lela   | 2501 | 2016年3月8日   | 2017年8月24日 | 2026年 |      |          |
| Boustead Naval Shipyard | 沙里夫·馬沙荷號 Syarif Masahor | 2502 | 2017年2月28日  |               |        |      |          |
| Boustead Naval Shipyard | 拉惹馬哈帝號 Raja Mahadi       | 2503 | 2017年12月18日 |               |        |      |          |
| Boustead Naval Shipyard | 末沙烈號 Mat Salleh            | 2504 | 2018年10月31日 |               |        |      |          |
| Boustead Naval Shipyard | 督占谷號 Tok Janggut           | 2505 |                |               |        |      |          |
| Boustead Naval Shipyard | 末基劳號 KD Mat Kilau          | 2506 |                |               |        |      | 取消計劃 |

### 阿根廷
| 類型   | 舷號 | 艦名               | 建造船廠 | 安放龍骨      | 下水          | 服役           | 母港       | 備註                           |
| ------ | ---- | ------------------ | -------- | ------------- | ------------- | -------------- | ---------- | ------------------------------ |
| OPV 90 | 51   | 布沙德號           | 海軍集團 | 2010年5月7日  | 2011年6月17日 | 2019年         | 馬德普拉塔 | 原法國海軍靈巧號巡邏艦(P725)。 |
| OPV 90 | 52   | 彼德拉武埃納號     | 海軍集團 | 2019年4月19日 | 2020年10月1日 | 2021年4月13日  | 馬德普拉塔 |                                |
| OPV 90 | 53   | 斯托尼海軍上將號   | 海軍集團 | 2019年        | 2021年5月10日 | 2021年10月13日 | 馬德普拉塔 |                                |
| OPV 90 | 54   | 巴托洛梅科爾德羅號 | 海軍集團 | 2020年        | 2021年9月21日 | 2022年4月13日  | 馬德普拉塔 |                                |

### 阿拉伯聯合酋長國
| 舷號 | 艦名                       | 開工 | 下水          | 服役 | 备注     |
| ---- | -------------------------- | ---- | ------------- | ---- | -------- |
| P110 | 巴尼·亚斯（Bani Yas）      |      | 2021年12月4日 |      |          |
| P111 | 埃尔·艾玛拉特（El-Amarat） |      | 2022年5月13日 |      |          |
| P112 |                            |      |               |      | 候选方案 |
| P113 |                            |      |               |      | 候选方案 |